# Paphiopedilum thaianum
Paphiopedilum thaianum là một loài thực vật có hoa trong họ Lan. Loài này được Iamwir. mô tả khoa học đầu tiên năm 2006.

## Hình ảnh

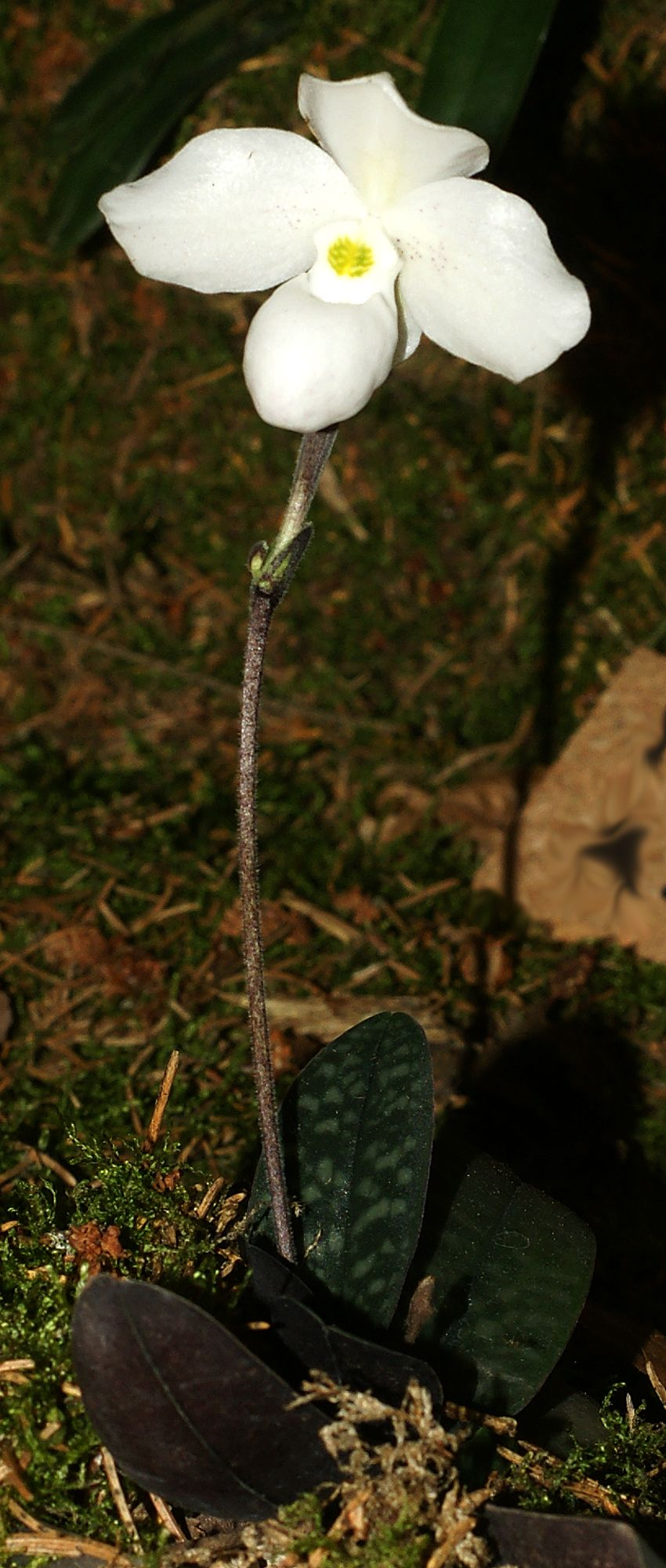